# Tert-ブチルリチウム
tert-ブチルリチウム（ターシャリーブチルリチウム、tert-butyllithium）は有機リチウム化合物の一種。t-BuLi と略記される。

## 解説
n-ブチルリチウムやsec-ブチルリチウムが液体であるのとは対照的に無色の固体である。ペンタンなどの炭化水素の溶液のかたちで市販されており、有機合成化学においては強塩基、重合開始剤やリチオ化剤として用いることができる。主な用途はn-ブチルリチウムと同様であるが、後述する理由により、生成する副生物の反応性が低いため、n-ブチルリチウムで副反応が問題となる場合に用いられる事が多い。
立体障害のために分子間の会合が弱いため、n-ブチルリチウムよりも塩基性・反応性が高い。溶液状態でも空気と反応して発火することがあるため、実験で取り扱う際は n-ブチルリチウム以上に十分に気をつけて行なう必要がある。
ハロゲン化物のリチオ化に用いる際には、ハロゲン化合物に対して2当量の tert-ブチルリチウムが必要である。これは、ハロゲン-リチウム交換によって生成した tert-ブチルハライドが別の tert-ブチルリチウムを塩基として即座に脱離反応（脱ハロゲン化水素し、イソブテンとなる）を起こすためである。
{\displaystyle {\ce {(CH3)3CBr\ + (CH3)3CLi -> (CH3)2C=CH2\ + LiBr\ + (CH3)3CH}}}
また、このことにより、n-ブチルリチウムによるリチオ化で副生するハロゲン化アルキル（例えば1-ブロモブタン） が発生しないため、副反応が抑えられる場合がある。

## 性質
tert-ブチルリチウムのリチウム-炭素結合は高度に分極しており、約40%のイオン性を示す。tert-ブチルリチウムは、2つの共鳴構造によって示されているように、カルバニオンのように反応する。C-Li結合の極性を計算すると、tert-ブチルリチウム単分子の「真」の構造は2つの共鳴構造の平均に近いと考えられる。中央の炭素原子は〜50%の部分負電荷を、リチウム原子は〜50%の部分正電荷を持っている。
n-ブチルリチウムと同様に、tert-ブチルリチウムは、ハロゲンリチウム交換反応やアミン、活性C—H結合の脱プロトン化に使用される。tert-ブチルリチウムは、下記にテトラヒドロフラン (THF) の例で示すように、エーテルのα位を攻撃することが出来る。

## 安全性
tert-ブチルリチウムは自然発火性物質であり、空気に曝されると容易に発火する。2009年に、カリフォルニア大学ロサンゼルス校 (UCLA) の研究者が、tert-ブチルリチウムによって合成繊維製のセーターに着衣着火したことによる重度の火傷を負い、18日後に死亡した。空気排除技術 (Air-free technique) が、この化合物が空気中の酸素および水分と激しく反応するのを防ぐために重要である。
{\displaystyle {\ce {{\mathit {t}}-BuLi\ +O2->{\mathit {t}}-BuOOLi}}}
{\displaystyle {\ce {{\mathit {t}}-BuLi\ +H2O->{\mathit {t}}-BuH\ +LiOH}}}
tert-ブチルリチウムをカニューラ移送 (cannula transfer) によって扱える時でも、針やカニューラの先端に残ったtert-ブチルリチウムが発火し、カニューラをリチウム塩で詰まらせてしまう。研究者の中には、不活性ガスによって置換され2つのセプタムでシールされたガラスチューブ中に針先やカニューラを入れるのを好む人もいる。大スケールの反応では、反応の暴走や火事、tert-ブチルリチウムをジエチルエーテル、THF、グリムなどのエーテルと混和した時の爆発などが起こる危険性がある。そのため、炭化水素系溶媒の使用が好ましい。
本化合物およびその他の有機リチウム化合物は、エーテル溶媒中で不安定なことが知られており、tert-ブチルリチウムの半減期はジエチルエーテル中0 ℃で60分、THF中 -20 ℃で40分、ジメチルエーテル中 -70 ℃で約11分である。